# Maynas
El maynas (Mayna, Maina), també conegut com a rimachu, és una llengua extingida i no classificada del Perú. Diverses fonts l'han catalogat com un dialecte de l'omurano, que també s'anomena "Mayna", però Hammarström (2011) va demostrar que són llengües separades. S'han intentat vincular el maynas amb les llengües jíbaro, cahuapananes, zaparoanes i candoshi, però encara no han estat concloents (Campbell 2012).
Es va parlar antigament entre el riu Nucuray, el riu Chambira i el riu Pastaza.